# Macchi M.18
Le Macchi M.18 était un hydravion à coque, produit en Italie au début des années 1920. Initialement conçu comme avion de ligne pour le transport de passagers, il est entré en production comme bombardier avant même d’être proposé sur le marché civil auquel il était destiné à l'origine.

## Conception
Le M.18 était d'une conception conventionnelle depuis la Première Guerre mondiale : un biplan à ailes non décalées d'envergure inégale, renforcées par des entretoises. Le moteur, actionnant une hélice propulsive, était monté entre les deux plans. Le pilote et l'observateur étaient assis côte à côte dans un poste de pilotage ouvert. Une tourelle, également à l'air libre, était prévue dans la pointe avant pour un mitrailleur.
Trois versions civiles ont finalement été produites. La première, le M.18 Economico (Commercial), était globalement similaire à la version militaire. Elle a été suivie par le M.18 Lusso (Luxe) qui comportait une cabine fermée. La troisième et dernière version, le M.18 Estivo (Été) revenait aux cockpits ouverts.

## Engagements
Outre la version militaire standard M.18, une version avec des ailes repliables a été produite pour être embarquée à bord des navires de guerre. Elle était désignée M.18AR. Cette version a servi sur le transport d'hydravions Giuseppe Miraglia de la marine italienne, et sur le Dédalo de la marine espagnole. Cette dernière a utilisé l'appareil contre les rebelles marocains lors de la guerre du Rif. Six des vingt machines achetées par l'Espagne étaient encore en service au début de la guerre civile espagnole. Elles ont été utilisées pour attaquer les forces nationalistes de Majorque, ainsi que pour des patrouilles maritimes. 
Le Portugal a également exploité ce modèle, en achetant huit exemplaires en 1928.
Fin 1932, le Paraguay a acheté deux Macchi M.18AR pour son aviation navale. Ils ont reçu les numéros de série R.3 et R.5. Ils ont été utilisés intensivement durant la guerre du Chaco (1932-1935), effectuant de nombreuses missions de reconnaissance et de bombardement sur le front nord. Le premier bombardement aérien de nuit a été effectué par le R.5 le 22 décembre 1934. Le R.3 a été détruit dans un accident à la fin de la guerre, mais le R.5 est resté en service jusqu'au milieu des années 1940.

## Variantes
M.18
Version standard bombardier.
M.18AR
Version à ailes pliantes pour une utilisation embarquée.
M.18 Economico (Commercial)
Version civile globalement similaire au bombardier militaire.
M.18 Lusso (Luxe)
Version de transport VIP à cabine fermée.
M.18 Estivo (Été)
Version de tourisme à cockpit ouvert.

## Opérateurs
Équateur
- Force aérienne équatorienne

 Royaume d'Italie
- Regia Marina

 Paraguay
- Marine paraguayenne

 Portugal
- Marine portugaise

 Spain
- Forces aériennes de la République espagnole
- Marine républicaine espagnole

 Espagne
- Armée de l'air espagnole
- Marine espagnole